# Jyri Kjäll
Jyri Kjäll  (Pori, 1969. január 13. –) finn ökölvívó.

## Amatőr eredményei
- 1992-ben bronzérmes az olimpián kisváltósúlyban.
- 1993-ban ezüstérmes a világbajnokságon  kisváltósúlyban.
- ötszörös finn nemzeti bajnok ( 1990-1994 )

## Profi karrierje
1994 és 2002 között 24 profi mérkőzést vívott ebből 23-at nyert meg és egyet vesztett el.
Váltósúlyban versenyzett és világbajnoki címmeccset nem vívott, legnagyobb sikerét 2001. április 20-án érte el, mikor a veretlen dán Christian Bladt kiütésével megszerezte az IBF interkontinentális címét.